# Poppy (cantante)
Poppy, pseudonimo di Moriah Rose Pereira (Boston, 1º gennaio 1995), è una cantante, attrice e ballerina statunitense.
Nel 2016 ha pubblicato l'EP Bubblebath con la Island Records ed è diventata il volto della collezione Hello Sanrio di Sanrio. Nell'estate del 2017, ha firmato per Mad Decent, e in ottobre ha pubblicato un album in studio, Poppy.Computer. Per promuovere l'album ha intrapreso il suo primo tour, con concerti in tutto il mondo.
Nel 2018 è stato pubblicato il suo secondo album Am I a Girl?, maggiormente influenzato dal nu metal ma sempre vicino all'elettropop. Dopo il terzo album 
Flux del 2021, molto vicino al rock alternativo, nel gennaio 2020 viene pubblicato il quarto album I Disagree, uscito sotto la Sumerian Records e la cui traccia Bloodmoney è stata nominata come miglior performance metal ai Grammy Awards del 2021. Anche quest'album si avvicina ancora di più a sonorità alternative metal e industrial rock, sino a quando nel 2023 esce il quinto album in studio Zig, seguito l'anno successivo dal sesto album Negative Spaces. Con questi ultimi due album Poppy riduce ancora di più le sonorità pop degli esordi, per uno stile più vicino al nu metal e al metalcore.
Nel 2025 ottiene la sua seconda nomination ai Grammy Awards nella categoria miglior interpretazione metal per il singolo Suffocate dei Knocked Loose, ove figura come voce ospite.

## Carriera

### Infanzia e prime esibizioni
Moriah Rose Pereira nasce a Boston, Massachusetts il 1º gennaio 1995. È figlia di un batterista che suona in una compagnia di danza. Fin dalla tenera età cresce tra musica e ballo, desiderando di poter essere una Rockette, seguendo lezioni di danza per undici anni. A tredici anni si trasferisce a Nashville, nel Tennessee.
Poppy inizia la sua carriera musicale cantando cover su internet. Nel 2012 canta una cover di Little Talks degli Of Monsters and Men e Kids degli MGMT, con i suoi amici nel gruppo musicale Heyhihello. È presente nel brano di Eppic Hide and Seek. Collabora inoltre con Steamy In the City Creator Studio, per produrre video musicali per cover di Breezeblocks degli Alt-J e Fade into You degli Mazzy Star. Si esibisce in alcuni festival, tra cui al VidCon nel giugno 2012 e al DigiTour nel giugno 2013.  Nel 2013 si trasferisce a Los Angeles, per perseguire la sua carriera musicale. Inizia la sua collaborazione con il regista Corey Michael Mixter, conosciuto con il nome d'arte Titanic Sinclair, per realizzare una serie di video promozionali astratti su un canale YouTube originariamente intitolato "Moriah Poppy" e poi "thatPoppyTV". Il canale è ora noto semplicemente come "Poppy".

### Debutto,Bubblebathe3:36 (Music to Sleep To)(2015-2016)
Nel 2015 firma un contratto con la Island Records con il nome That Poppy e  a giugno pubblica la sua canzone di debutto, Everybody Wants to Be Poppy. Si esibisce al Corona Capital Festival nel novembre 2015. Un mese dopo pubblica il brano Lowlife. Nel febbraio 2016, la cantante pubblica l'EP Bubblebath. Nell'agosto 2016, Poppy pubblica sul suo canale una serie di pubblicità per la società di scarpe Steve Madden come parte del suo programma Steve Madden Music.
Nell'ottobre 2016, pubblica un album di musica d'ambiente sperimentale chiamato 3:36 (Music to Sleep To), composto da Titanic Sinclair e lei stessa, con l'assistenza di polisonnografi della Scuola di Medicina dell'Università Washington a Saint Louis.
Nel novembre 2016, diventa il volto della prima collezione Hello Sanrio del rivenditore giapponese Sanrio.

### Poppy.ComputereAm I a Girl?(2017-2018)

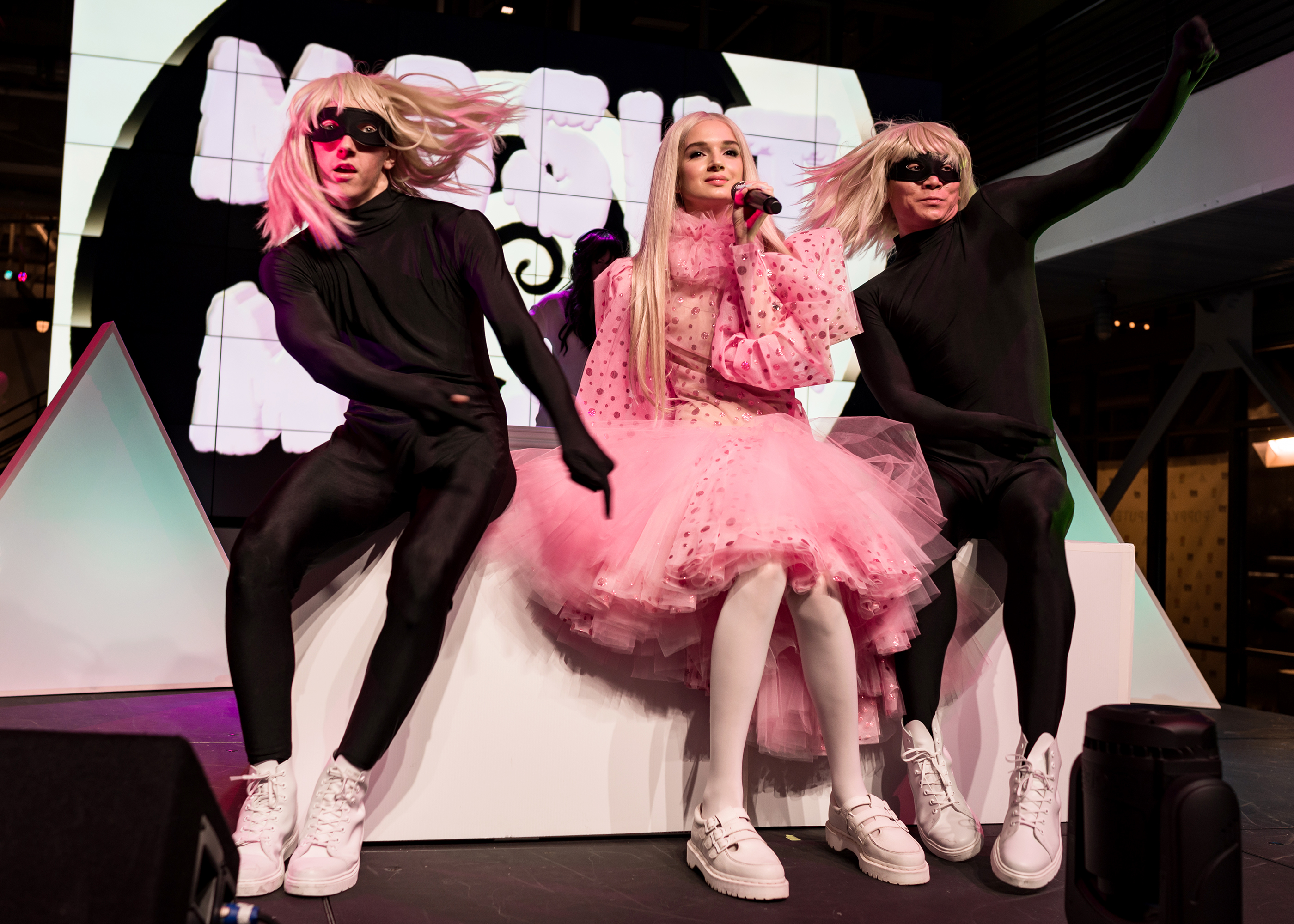
Poppy durante un'esibizione allo YouTube Space a Los Angeles

Nel febbraio 2017, Poppy recita in una serie di video per Comedy Central intitolata Internet Famous with Poppy. A settembre vince uno Streamy Awards nella categoria Breakthrough Artist.
Nell'ottobre 2017 pubblica il suo primo album in studio Poppy.Computer, composto con Titanic Sinclair, contenente undici brani. L'album è il primo distribuito dalla Mad Decent, dopo l'uscita dalla Island. Il suo primo tour di concerti, il Poppy.Computer Tour, inizia il 19 ottobre a Vancouver. A novembre, Poppy annuncia che il suo secondo album in studio è «quasi pronto» e che tornerà in Giappone per terminarlo. Il 1º gennaio 2018, Sinclair conferma sul suo profilo Twitter che lui e Poppy sono in Giappone a registrare l'album. In un'intervista condotta l'11 gennaio dall'AWA in Giappone, Sinclair dichiara che la registrazione dell'album è stata completata prima del 10 gennaio, affermando che sarà caratterizzato da i riferimenti sia alla cultura giapponese che francese. Riferisce inoltre che l'album ha una forte influenza dell'onda del vaporwave, come i suoni della tastiera e «sintetizzatori dal suono molto strano», che vengono utilizzati «quasi esclusivamente» nell'album.
Poppy debutta su YouTube Rewind nel 2017 ed è una delle poche creator a ottenere le proprie linee.
Nel marzo 2018, Poppy si esibisce al festival di musica pop giapponese, Popspring.

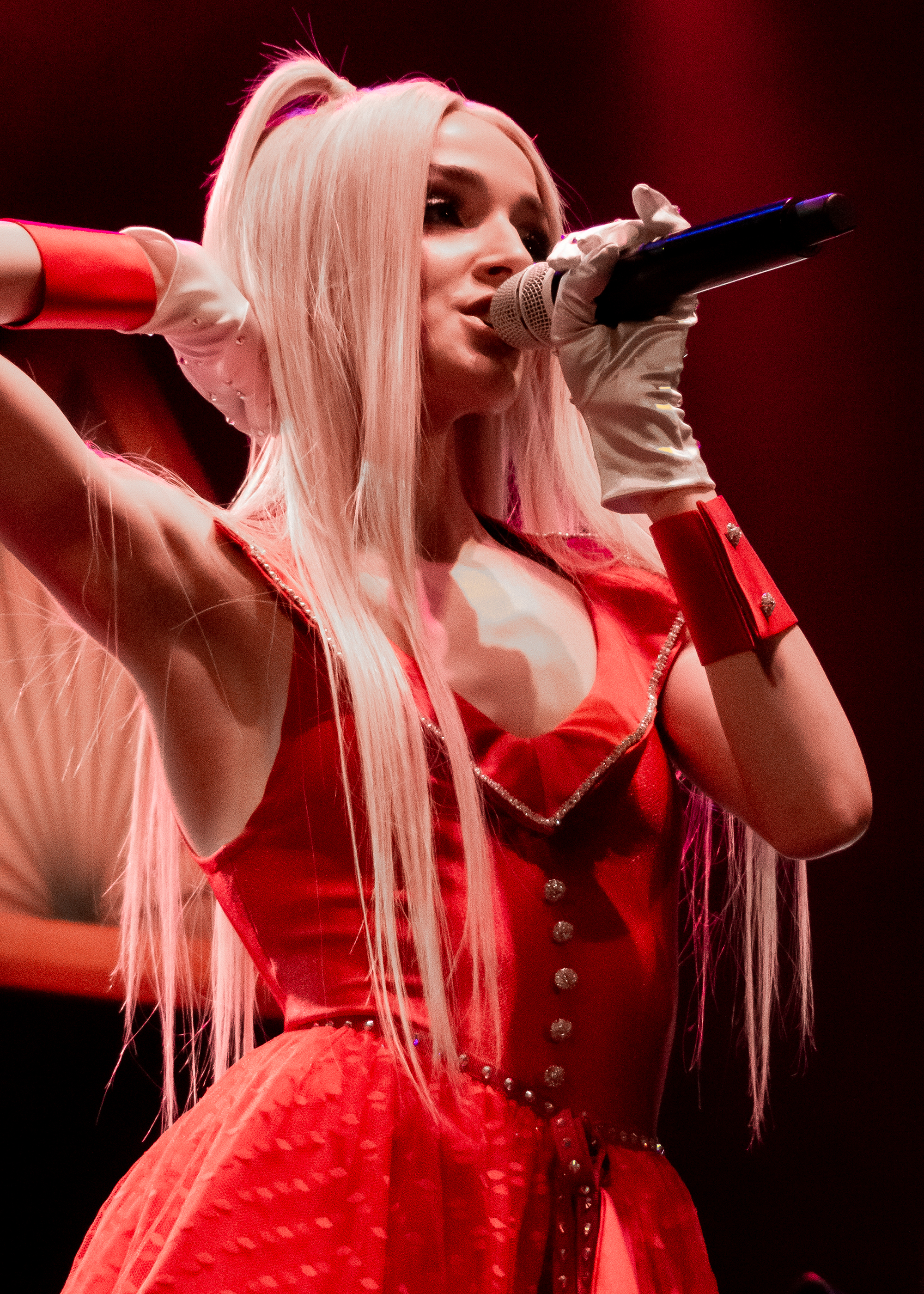
Poppy in concerto nell'ottobre del 2018

Il 17 aprile 2018, l'ex collaboratrice e partner di Sinclair, Mars Argo (aka Brittany Sheets), presenta una causa di 44 pagine nel tribunale della California centrale contro Sinclair e Poppy riferendosi alla violazione del copyright, affermando che Sinclair ha basato il personaggio online di Poppy sul suo, accusando inoltre l'uomo di abuso fisico e emotivo. Il 7 maggio, Poppy dichiara che Argo stava tentando di manipolarla psicologicamente e definisce la questione una «campagna pubblicitaria» e una «presa disperata per la fama». La causa viene archiviata il 14 settembre, dopo essere stata liquidata in via extragiudiziale.
Il 6 luglio 2018, Poppy pubblica una cover del brano Metal di Gary Numan come singolo su tutte le piattaforme digitali. Il 27 luglio, ha pubblica il singolo In a Minute, che anticipa l'album Am I a Girl?. Il 22 agosto esce il secondo singolo Time Is Up, che ha visto la partecipazione di Diplo. IL 12 ottobre pubblica Fashion After All, Hard Feelings il 19 ottobre e X il 25 ottobre. L'11 settembre, annuncia che l'album uscirà il 31 ottobre.
Sempre nel 2018, Poppy apre Poppy.Church, un sito web in cui gli utenti possono accedere ad aggiornamenti circa le attività dell'artista, nonché ad una chat room nella quale interagire tra loro e scrivere alla cantante. Il sito verrà chiuso dopo circa due anni di attività.
Poppy partecipa agli American Music Award del 2018.
Poppy torna agli Streamy Awards del 2018 come presentatrice.
Nel settembre 2018, Poppy annuncia sui suoi social media di star già lavorando al suo terzo album in studio. Con l'uscita del singolo X e del singolo promozionale Play Destroy, in collaborazione con la cantautrice canadese Grimes, emerge un avvicinamento della cantante verso sonorità nu metal, derivato dalla passione verso artisti come Marilyn Manson e gruppi come gli Slayer.

### Choke,I C U: Music to Read To eI Disagree(2019-2020)
Il 31 gennaio 2019, la cantante pubblica su YouTube, il video del singolo Voicemail, e il 29 maggio dello stesso anno la videoclip di Scary Mask, in collaborazione con i Fever 333, marcando ormai un distacco totale dal genere musicale a cui ella era associata.
Il 7 maggio 2019, Poppy conferma su Poppy.Church l'uscita di un nuovo EP oltre a I C U: Music to Read To, la colonna sonora ambient del suo primo romanzo grafico, ovvero Genesis 1, nel quale si dà un'origine al personaggio che ella interpreta. L'EP è il progetto finale di Poppy con la casa discografica Mad Decent, in quanto lei non ne fa più parte.
Il 19 giugno 2019, l'EP, intitolato Choke viene reso disponibile per il pre-ordine. Lo stesso giorno viene annunciata una versione di cassetta fisica dell'EP, prevista per il 30 luglio 2019. Choke viene infine pubblicato il 28 giugno, mentre I C U: Music to Read To viene pubblicato il 20 luglio.
Il 22 agosto 2019 pubblica il singolo Concrete, primo singolo dell'album I Disagree, annunciato il 30 settembre. Inoltre la cantante firma un contratto con la casa discografica Sumerian Records. Poppy afferma che I Disagree è come se fosse il suo album di debutto, considerando i due precedenti una sorta di colonna sonora per i video diretti da Titanic Sinclair, che l'avevano resa famosa. Poi, 28 dicembre 2019, la cantante rende pubblica la fine del rapporto con Titanic Sinclair, da cui si sentiva vincolata, poiché egli la manipolava attraverso atti estremi di tentato suicidio, al fine di persuaderla nel fare ciò che egli voleva.

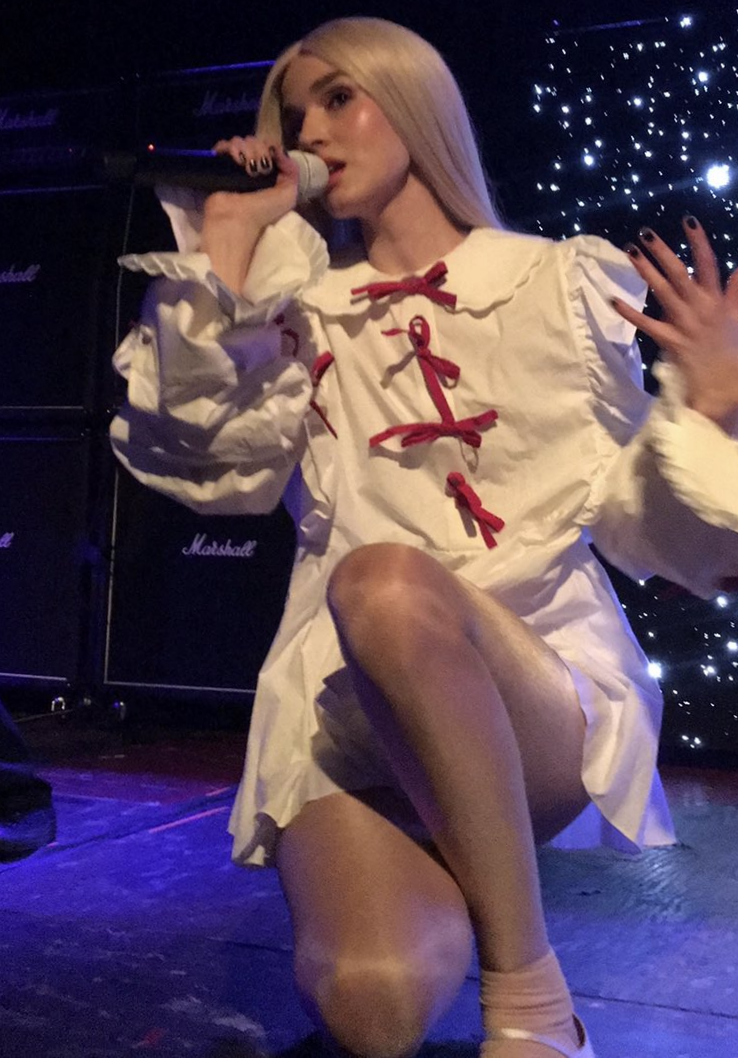
Poppy in concerto nel 2019

Il 28 gennaio 2020, Poppy annuncia il suo secondo romanzo a fumetti, dal titolo Damnation: Poppy's Inferno, che sarà pubblicato il 21 luglio insieme all'album ambientale Music to Scream To, che fa da colonna sonora al romanzo. Sia il romanzo che l'album vengono poi posticipati diverse volte a causa della pandemia di COVID-19, e distribuiti il 20 ottobre 2020.
Il 3 giugno 2020 viene pubblicata dalla Sumerian la versione di Poppy della hit del 2002 All the Things She Said.
il 28 luglio 2020 Poppy pubblica il singolo Khaos x4, che anticipa I Disagree (more), la versione deluxe con 4 nuovi brani del terzo album in studio della cantautrice.
A novembre vengono pubblicate le nomination per l’edizione dei Grammys del 2021 all’interno delle quali Bloodmoney viene nominata come miglior performance metal, Poppy così diventa la prima artista solista donna ad essere nominata. Nel mese successivo pubblica il suo primo EP natalizio dal titolo A Very Poppy Christmas, preceduto dal singolo I Won't Be Home for Christmas.

### Eat (NXT Soundtrack),FluxeStagger(2021-2022)
Il 14 marzo 2021 Poppy esegue una performance dell'inedito Eat al pre-show dei Grammys del 2021. Il 21 aprile seguente un'altra canzone inedita di Poppy, Say Cheese, viene resa la sigla del programma di wrestling professionale WWE NXT. Questa è stata eseguita nello stesso programma il 9 aprile precedente. L'8 giugno è stato distribuito a sorpresa l'EP Eat (NXT Soundtrack), contenente anche le due canzoni sopracitate.
Il 30 giugno 2021 Poppy ha pubblicato il singolo Her, il primo estratto dal suo imminente quarto album, preceduto da due teaser su Twitter ed un post su Instagram in cui ha rivelato che questa è una delle sue canzoni più significative. Un mese esatto dopo avviene la pubblicazione di Flux, il secondo singolo, da cui prende il nome l’album che esce il 24 settembre.
L'11 gennaio 2022 Poppy pubblica il brano 3.14. Annuncia inoltre il Never Find My Place Tour, che inizia l'8 marzo a Sacramento, in California e la cui conclusione è prevista per il 30 novembre.
Il 27 agosto 2022 Poppy presenta in anteprima al Reading Festival il brano FYB, acronimo di "Fuck You Back". Lo stesso giorno, annuncia l'uscita dell'EP Stagger, che sarà pubblicato il 14 ottobre 2022. FYB viene pubblicata il 23 settembre 2022 come primo singolo di Stagger. Stagger rappresenta il primo lavoro della cantante per le case discografiche Republic e Lava Records.
Nel dicembre 2022, Poppy conferma di essere al lavoro al suo quinto album in studio.

### ZigeNegative Spaces(2023-presente)
Nel marzo 2023, Poppy annuncia l'imminente pubblicazione del brano Church Outfit. Il brano, pubblicato il 4 aprile 2023, segna il ritorno della cantante alla Sumerian Records.
Il 5 aprile 2023 Poppy annuncia il Godless/Goddess Tour, con il gruppo pop rock Pvris. Il tour inizia il 18 agosto e termina il 15 settembre, tra gli artisti di supporto figurano il gruppo Pom Pom Squad e Tommy Genesis. Il 25 aprile 2023, Poppy condivide alcuni spezzoni della sua cover del brano Spit dei Kittie. Il brano viene pubblicato il 3 maggio 2023. Il 15 giugno 2023 duetta insieme a Danny Elfman, eseguendo They'll Just Love You di Stu Brooks.
Il 19 luglio 2023 Poppy pubblica il singolo Knockoff e annuncia l'uscita del suo quinto album in studio, Zig. L'album esce il 27 ottobre 2023.
Il 24 gennaio 2024, in collaborazione con i Bad Omens con i quali è in tour in Europa, pubblica il singolo V.A.N. Il 23 aprile dello stesso anno collabora con i Knocked Loose al singolo Suffocate, che viene nominato ai Grammy Awards 2025 nella categoria miglior interpretazione metal.
Il 4 giugno 2024 Poppy pubblica il singolo New Way Out, prodotto dall'ex tastierista dei Bring Me the Horizon e produttore Jordan Fish. Il 17 settembre viene pubblicato il singolo They're All Around Us. I due singoli anticipano l'uscita del sesto album in studio, Negative Spaces, pubblicato il 15 novembre 2024.

## YouTube
Il canale YouTube di Poppy è stato creato il 6 ottobre 2011 e il suo primo video è del novembre 2014, una scenetta astratta chiamata Poppy Eats Cotton Candy, diretta da Titanic Sinclair. I video sono stati descritti da Sinclair come «una combinazione dell'accessibilità pop di Andy Warhol, del creepiness di David Lynch e dello zelante tono comico di Tim Burton». Il canale è stato discusso da altri YouTubers, tra cui PewDiePie, Social Repose, Night Mind, The Film Theorists, Reaction Time e Fine Brothers nella loro serie React. Ha inoltre recitato in un episodio in cui reagisce ai bambini che reagiscono ai suoi video. È apparsa anche in un episodio dell'acclamata serie web Good Mythical Morning.
Sinclair allude in un'intervista che il personaggio di Poppy nei video promozionali si è presentato a lui come un androide e come alcuni dei concetti si riferiscono all'ipotesi della valle misteriosa. Poppy ha dichiarato che i suoi video raccontano una storia.
A parte i suoi video promozionali astratti, il canale di Poppy presenta la sua musica originale, varie cover e versioni acustiche delle sue canzoni.
L'amica di Poppy, Charlotte, un manichino da intervista per celebrità con una voce sintetica, è un personaggio ricorrente. Di solito interagisce con Poppy, ma compare anche da sola. Sembra che abbia sviluppato un problema di droga e gelosia dopo che Poppy è diventata famosa, il che stravolge il loro rapporto. Charlotte è diventata l'atto di apertura di Poppy per il suo Poppy.Computer Tour 2017-2018. Altri personaggi includono il figlio di Charlotte, un ragazzo manichino che ha subito il peso di abusi per mano di sua madre durante uno stupore drogato; Plant (doppiato da Sinclair), una pianta di basilico in vaso che è uno dei migliori amici di Poppy e il più grande sostenitore; e Skeleton (sempre Sinclair), uno scheletro in plastica che si scopre essere lo spacciatore di Charlotte.

## I'm Poppy
I'm Poppy è un episodio distribuito il 23 gennaio 2018 su YouTube Premium. È stato presentato in anteprima mondiale al Sundance Film Festival 2018. In esso, Poppy lascia Internet per il mondo reale e affronta le insidie della fama, inclusi culti, fan squilibrati, Satana e la sua amara rivale Charlotte.

## Abilità artistica
Poppy spiega che il suo nome d'arte è nato come soprannome usato dalla sua amica. Dopo che la sua amica la presentò con insistenza "Poppy", il nome è rimasto.
Poppy ha descritto se stessa come una «bambina kawaii Barbie». Ha descritto il suo stile musicale come «la musica [che] ti fa venire voglia di dominare il mondo». Poppy afferma di aver tratto ispirazione da generi come J-pop e K-pop, oltre che dal reggae. Ricorda di aver iniziato a scrivere musica nel 2012, dicendo che le sue ispirazioni musicali sono Cyndi Lauper, unicorni ed Elvis Presley. È una fan degli Jimmy Eat World, No Doubt e Blondie.
L'identità di Poppy era inizialmente tenuta sotto controllo. Ha spiegato:
A metà del 2017, Poppy ha pubblicato un libro intitolato The Gospel of Poppy, che parodia la Bibbia e contiene "preghiere" e trascrizioni dei suoi video di YouTube.
Nel 2018, Poppy ha rivelato in una dichiarazione su Twitter di aver mantenuto la sua identità protetta a causa del fatto di essere stata una sopravvissuta agli abusi in passato.

### Accoglienza
I critici hanno sia elogiato l'orecchiabilità della musica di Poppy, sia descritto il suo personaggio come distante dalla realtà. Racked la chiamava «dolce, ma aliena» e che «creava dipendenza». PopularTV ha detto della sua musica: «Parallelamente a Gwen Stefani nell'era No Doubt, That Poppy mescola il punk con lo ska-pop e ti fa venir voglia di alzarsi e ballare». Il blog UQ Music l'ha descritta come «Electra Heart che incontra la Principessa Peach». David Mogendorff, che lavora in contenuti e servizi per artisti per YouTube e Google Play Musica, ha affermato di avere «una forte influenza J e K-pop».
Per quanto riguarda il canale, Vice ha descritto il tono, dicendo: « [...] se hai la pazienza di farti strada attraverso tutti i video su questo canale, alcune tendenze iniziano ad emergere. La più ovvia è la fissazione di Poppy con Internet e la cultura dei social media, che lei sostiene di amare, ma molto più interessante è il tono generale dei video, che sono diventati sempre più oscuri negli ultimi due anni». Gita Jackson di Kotaku ha suggerito che i video sono un commento sull'esperienza di essere su Internet, scrivendo: «In un certo senso, ha realizzato ogni video di YouTube, il suo canale è un indice di ogni scusa insincera, offerta disperata di opinioni e garanzie che non potevano farlo senza i suoi fan che vedrai mai, e che Poppy non sta solo sfigliando l'assurdità di persone che si guadagnano da vivere come personaggi pubblici su Internet, ma ce l'ha per tutta l'esperienza di essere online».
Mogendorff ha detto che i video sono «come un commento sociale sulle ansie della vita moderna» e «un modo davvero interessante di comunicare, personale ma strano».

## Filmografia

### Televisione
- Jessie – serie TV, episodio 4x06 (2015)
- Impulse – serie TV, episodio 2x05 (2019)
- The Boulet Brothers' Dragula – reality Tv, episodio 4x04 (2021)

### Web
- I'm Poppy – webserie (2018)
- Improbably Poppy - webserie (2024)

## Discografia

### Album in studio
- 2017 – Poppy.Computer
- 2018 – Am I a Girl?
- 2020 – I Disagree
- 2021 – Flux
- 2023 – Zig
- 2024 – Negative Spaces

### Album ambientali
- 2016 – 3:36 (Music to Sleep To)
- 2019 – I C U: Music to Read To
- 2020 – Music to Scream To

### EP
- 2016 – Bubblebath
- 2019 – Choke
- 2020 – A Very Poppy Christmas
- 2021 – Eat (NXT Soundtrack)
- 2022 – Stagger

### Singoli
- 2015 – Everybody Wants to be Poppy
- 2015 – Lowlife
- 2016 – Money
- 2016 – Adored
- 2017 – I'm Poppy
- 2017 – Computer Boy
- 2017 – Let's Make a Video
- 2017 – Interweb
- 2017 – My Style (feat. Charlotte)
- 2018 – Metal
- 2018 – In a Minute
- 2018 – Time Is Up (feat. Diplo)
- 2018 – Immature Couture
- 2018 – Fashion After All
- 2018 – Hard Feelings
- 2018 – X
- 2019 – Voicemail
- 2019 – Scary Mask (feat. Fever 333)
- 2019 – Choke
- 2019 – Concrete
- 2019 – I Disagree
- 2019 – Bloodmoney
- 2019 – Fill the Crown
- 2020 – Anything Like Me
- 2020 – All the Things She Said
- 2020 –  Khaos x4
- 2020 – I Won't Be Home for Christmas
- 2021 – Her
- 2021 – Flux
- 2021 – So Mean
- 2022 – FYB
- 2023 – Church Outfit
- 2023 – Spit
- 2023 – Knockoff
- 2023 – Moonage Daydream
- 2024 – V.A.N (con i Bad Omens)
- 2024 – New Way Out
- 2024 – They're All Around Us

## Tournée
- 2017/18 – Poppy.Computer Tour
- 2018/19 – Am I a Girl? Tour
- 2019 – Threesome Tour (con i Bring Me the Horizon e Sleeping with Sirens)
- 2020 – I Disagree Tour
- 2022 – Never Find My Place Tour
- 2023 – Godless/Goddess Tour (con i PVRIS)
- 2024 – Zig Tour
- 2025 – They're All Around Us Tour

## Riconoscimenti
| Anno | Premio             | Categoria                 | Nomination   | Risultato | Note    |
| ---- | ------------------ | ------------------------- | ------------ | --------- | ------- |
| 2016 | 19 Under 19 Awards | Most Influential Song     | Lowlife      | Nominata  | [ 131 ] |
| 2017 | Streamy Awards     | Breakthrough Artist       | Se stessa    | Vinto     | n/a     |
| 2017 | WOWIE Awards       | Best YouTube Channel      | Se stessa    | Nominata  | [ 132 ] |
| 2017 | Unicorn Awards     | Iconic Moment of the Year | Se stessa    | Vinto     | [ 133 ] |
| 2017 | Unicorn Awards     | Song of the Year          | Computer Boy | Nominata  | [ 133 ] |
| 2018 | Shorty Awards      | Best in Weird             | Se stessa    | Vinto     | [ 134 ] |
| 2020 | Heavy Music Awards | Best Video                | Scary Mask   | Nominata  | [ 135 ] |
| 2020 | WOWIE Awards       | Outstanding Song          | I Disagree   | Nominata  | [ 136 ] |
| 2021 | Grammy Awards      | Best Metal Performance    | Bloodmoney   | Nominata  | [ 137 ] |
| 2025 | Grammy Awards      | Best Metal Peformance     | Suffocate    | Nominata  | [ 138 ] |